# Каракара Уатара
Каракара Уатара (*д/н–бл. 1860) — фагама (володар) держави Конг у 1833—1860 роках.

## Життєпис
Про батьків обмаль відомостей. Його панування співпадає з діяльністю Пігуеби Уатари, можливо це одна та сама особа. За іншою версією був регентом чи намісником північних областей держави Конг. В будь-якому разі спільно з пігуебою Каракара Уатара продовжив масштабні походи проти сусідів. Якщо Пігуеба зміг зміцнити владу над державою Кенедугу, то Каракара успішно діяв в регіоні Гав, де приборкав племена ган і дагар, а також встановив зверхність над вождеством народу Лобі, яке погодилася сплачувати данину золотом.
Помер десь у 1850-х роках, але точно до 1860 року. Йому спадкував Дабіла Уатара.